# 뉴질랜드 그리스 정교회 수도 대교구
뉴질랜드 그리스 정교회 수도 대교구(영어: Greek Orthodox Metropolis of New Zealand)는 뉴질랜드에 있는 콘스탄티노폴리스 총대주교청 산하 그리스 정교회 수도 대교구이다.

## 역사
1908년 이전까지 뉴질랜드는 그리스인 디아스포라 중 남은 사람들과 더불어 예루살렘 그리스 정교회의 재치권 아래 있었다. 그러나 1908년 뉴질랜드에 대한 재치권은 그리스 정교회로 이관되었다. 1924년 오스트레일리아와 뉴질랜드의 정교회 본당들은 콘스탄티노폴리스 총대주교청 산하 수도 대교구로 재편되었다. 1959년 오스트레일리아-뉴질랜드 그리스 정교회 수도 대교구는 관구 대교구로 격상되었다. 1970년 1월 8일 콘스탄티노폴리스 총대주교청의 결정에 따라 오스트레일리아 그리스 정교회 관구 대교구로부터 뉴질랜드 그리스 정교회 수도 대교구가 분리되고, 뉴질랜드 정교회의 수장으로 디오니시오스 수도 대주교가 새로 선출되어 부임하였으며, 한국 정교회 교구장을 겸임하였다.
2004년 4월 20일 콘스탄티노폴리스 총대주교청에서 뉴질랜드로부터 한국 교구를 분리하여 수도 대교구로 격상시키기로 결정하면서, 뉴질랜드 수도 대주교는 뉴질랜드 한 곳만을 사목하게 되었다.

## 조직
뉴질랜드 그리스 정교회 수도대교구는 현재 총 본당 9개와 수도원 1개를 보유하고 있다.